# الهجوم الإسرائيلي على بيروت (يوليو 2024)
الهجوم الإسرائيلي على بيروت 2024 هو هجوم صاروخي شنَّته إسرائيل في 30 يوليو 2024 على العاصمة اللبنانية بيروت بهدف قتل أحد أعضاء حزب الله متهم بتنظيم هجوم صاروخي أدَّى إلى مقتل اثني عشر مراهقًا وطفلًا درزيًا في مرتفعات الجولان قبل ثلاثة أيام. كانت الضربة هي أول هجوم إسرائيلي على بيروت منذ يناير 2024، والمرة الثانية التي تضرب فيها إسرائيل بيروت منذ حرب لبنان 2006.

## الضربة
أفاد الجيش الإسرائيلي أنه نفذ ضربة عسكرية في بيروت استهدفت فؤاد شكر، أحد عناصر حزب الله. وأفادت الوكالة الوطنية للإعلام، وهي مؤسسة إخبارية رسمية لبنانية، أن الهجوم نفذ بطائرة مسيرة أطلقت ثلاثة صواريخ أصابت الضاحية الجنوبية لحارة حريك بالقرب من مجلس شورى حزب الله. وتسببت الغارات في انهيار نصف مبنى سكني، مما دفع سيارات الإسعاف وعربات الإطفاء في جميع أنحاء بيروت إلى الاندفاع إلى المبنى. كما تسببت الغارات في أضرار طفيفة في مستشفى مجاور للمبنى، مما أدى إلى امتلاء الشوارع بالزجاج المكسور والحطام. مباشرة بعد الضربات، حدث ذعر كبير بين المواطنين اللبنانيين، حيث حاول الكثيرون الهروب إلى منازلهم بحثًا عن الأمان، مما تسبب في عرقلة حركة المرور. بالإضافة إلى ذلك، بدأت مجموعات من المتظاهرين تملأ الشوارع القريبة من موقع الهجوم، مرددين هتافات وشعارات مؤيدة لحزب الله.

## الضحايا
وبحسب الوكالة الوطنية للإعلام، قُتلت امرأة واحدة على الأقل في الهجوم، فيما أصيب عدد آخر.

## ردود الفعل
- الحكومة اللبنانية: أدان رئيس الحكومة نجيب ميقاتي الهجوم ودعا مجلس الوزراء إلى «الانعقاد الأربعاء للتباحث بشأن هذا العدوان»، وأضاف «هذا العمل الاجرامي الذي حصل الليلة هو حلقة في سلسلة العمليات العدوانية التي تحصد المدنيين في مخالفة واضحة وصريحة للقانون الدولي والقانون الدولي الإنساني» ولفت إلى أن حكومته «ستضع هذا العدوان برسم المجتمع الدولي الذي عليه تحمّل مسؤولياته والضغط بكل قوة لإلزام إسرائيل بوقف عدوانها وتهديداتها وتطبيق القرارات الدولية».[5]
- إيران: أدان المتحدث باسم وزارة الخارجية الإيرانية ناصر كنعاني الهجوم بشدة وقال «إن الهجوم الإسرائيلي كان انتهاكا واضحا لسيادة وسلامة أراضي لبنان، و«انتهاك صارخ للقوانين والأنظمة الدولية وميثاقها والأمم المتحدة» وقال «أن على الحق المشروع للحكومة والجيش والمقاومة اللبنانية في الرد على الأعمال العدوانية الإسرائيلية، محملاً إسرائيل والحكومة الأمريكية مسؤولية توسيع نطاق التوتر والأزمات في المنطقة».[6]
- سوريا: أدانت وزارة الخارجية والمغتربين السورية القصف الإسرائيلي وقالت في بيان: «سوريا تدين الاعتداء السافر الذي استهدف مساء اليوم الضاحية الجنوبية للعاصمة اللبنانية بيروت» مضيفة أن «الاعتداء الإسرائيلي انتهاك واضح للقانون الدولي والذي يأتي بعد يومين من جريمته النكراء في بلدة مجدل شمس في الجولان السوري المحتل».[7]

## نزوح لاجئيين لبنانيين الى سوريا سبتمبر 2024[8]
- عدد النازحين: حوالي 16 ألفًا و500 نازح نتيجة الغارات.
- التوترات المستمرة: التصعيد العسكري مستمر بين إسرائيل ومجموعات مسلحة في لبنان.
- الأهداف العسكرية: الغارات تستهدف مواقع تابعة لحزب الله في مناطق مختلفة.
- الأوضاع الإنسانية: تزايد الأعداد النازحة يؤثر على الأوضاع الإنسانية في المنطقة.
- ردود الأفعال: انتقادات دولية ومحلية للعمليات العسكرية وتأثيرها على المدنيين.